# Наджип, Эмир Наджипович
Эми́р Наджи́пович Наджи́п (тат. Әмир Нәҗип улы Нәҗип; 1899, ныне Урджарский район — 1991) — советский востоковед-тюрколог, старший научный сотрудник Института народов Азии АН СССР, доктор филологических наук, специалист по уйгуроведению, языкам огузской и карлукской группы, составитель фундаментального Уйгурско-русского словаря.

## Труды
- Наджип Э. Н. Современный уйгурский язык. — М.: Издательство восточной литературы, 1960. — 133 с. — (Языки зарубежного Востока и Африки).
- Э.Н.Наджип. Кыпчакско-огузский литературный язык мамлюкского Египта XIV века. - М. - Институт народов Азии АН СССР. 1965 г.